# Rondeletiola minor
Rondeletiola minor (лат.) — вид головоногих моллюсков из семейства сепиолиды (Sepiolidae). Длина мантии самцов до 2,5 см. Обитают в водах Восточной Атлантики и Средиземноморья: от Испании до Намибии. Бентосные животные, держатся на глубине 76—496 м, но могут совершать массовые вертикальные миграции. Встречается в солоноватой воде Мраморного моря (соленость от 18 до 25 ppt). Rondeletiola minor из восточного и западного Средиземноморья (Эгейское море), вероятно, имеют длительный период нереста, поскольку взрослые животные встречаются круглый год. Кормятся в основном ракообразными и рыбами. Безвредны для человека, их охранный статус не оценивался, вылавливается по всему ареалу и потребляется на месте.